# 172 (tal)
172 är det naturliga talet som följer 171 och som följs av 173.

## Inom vetenskapen
- 172 Baucis, en asteroid

## Inom matematiken
- 172 är ett jämnt tal.